# Senatus consultum Macedonianum
Das Senatus consultum Macedonianum ist ein unter Vespasian im ersten Jahrhundert n. Chr. ergangener Beschluss des römischen Senats. Dieter Medicus vermutet, dass er 47 n. Chr. erlassen worden war.
Der Rechtsakt regelte, dass an Haussöhne keine Darlehen ausgekehrt werden durften. Hintergrund war, dass Mitglieder des dem Familienoberhaupt unterworfenen Hausverbandes regelmäßig zwar geschäftsfähig, nicht aber rechtsfähig waren. Außerdem waren sie regelmäßig vermögenslos. Mit dem Beschluss sollte unterbunden werden, dass Gläubiger und gleichermaßen Schuldner des Gewalthabers auf dessen Tod spekulierten, weil das Hauskind nach Ableben des Hausherrn dann zur Rückgewähr des Darlehens imstande sein würde. Der Überlieferung nach folgte der Beschluss einem aktuellen Anlass; ein Haussohn namens Macedo hatte seinen Vater getötet, weil er von eigenen Gläubigern bedrängt worden war.
Zuwiderhandlungen wurden so geahndet, dass das Darlehen selbst nach dem Tod des Hausherrn nicht zurückgezahlt zu werden brauchte. Dabei stand nicht vornehmlich der Schutz des Haussohnes vor Übervorteilung im Vordergrund, vielmehr sollten die Hausherren selbst geschützt werden, die sich ansonsten aufdringlicher Gläubiger zu erwehren gehabt hätten. Ausnahmen bildeten Mitgift-Bestellungen des Haussohnes. Sofern er diese für seine Tochter tätigte, lag das außerhalb des Anwendungsbereiches der Regel dann, wenn eine rechtzeitige Erreichbarkeit des Hausherrn nicht gewährleistet werden konnte (Gedanke des „favor dotis“ = Vorrang der Aussteuer). War zu erwarten, dass die Normverletzung durch den iudex im eigentlichen Gerichtsverfahren (apud iudicem) erst nachzuweisen war, nahm der Prätor die Einreden des Anspruchsgegners bereits im Vorverfahren (in iure) in seinem Prozessformular auf und gab einer einredebehafteten Klage statt. 
Nahezu zeitgleich erging ein weiteres Verbot, das wirtschaftspolitische Familienangelegenheiten regelte, das sogenannte senatus consultum Velleianum. Darin wurden die Gerichte dazu angehalten, keine Verhandlungen zuzulassen, die gegen Frauen gerichtete Ansprüche zum Gegenstand hatten, soweit diese aus Verbindlichkeiten herrührten, die der Absicherung von gegen die Ehemänner gerichtete Forderungen dienten.
Ausweislich der Forschungen Ernst Levys und Max Kasers soll Haussöhnen in der Spätantike eine begrenzte Selbständigkeit bei der Ausübung von Darlehensgeschäften zugestanden worden sein. Kaser klassifiziert das SC Macedonianum gar als lex imperfecta, denn der Senat habe sich mit einem Verbotsausspruch begnügt und über die Regelung zur Rückzahlungspflicht hinaus, keinerlei Sanktionen angeordnet.
Unter Verweis auf eine pomponische Stelle in den justinianischen Digesten, deutet Kaser auf die zunehmende Bedeutung von Senatskonsulten hin. Er meint feststellen zu können, dass die aus republikanischen Zeiten so bedeutsamen leges, sehr streitig wurde die Frage der Durchsetzbarkeit von Senatuskonsulten (legis vicem optinere) diskutiert, funktionell letztlich wohl zurückgedrängt wurden. Unter Hadrian konnte mittels Senatuskonsulten gar in die Zwölftafelgesetzgebung eingegriffen werden (vgl. SC Tertullianum).

## Historische Dissertationen
- Albrecht Friedrich von Lempp: Observationes ad Senatus Consultum Macedonianum, respectu habito ad novum Codicem Borussicum. (Dissertation an der Universität Stuttgart 1789). Stuttgardiae: Typis Academicis, 1789.
- Bernhard Heinrich Reinold, Johann Conrad Lang: Dissertatio Ivridica Inavgvralis Ad Senatvs-Consvltvm Macedonianvm = Römischer Rathschluß vom Darlehn an unmündige und unter väterlicher Gewalt stehende Personen. (Dissertation an der Universität Frankfurt/Oder 1717). Halae Magdebvrgicae: Sympherus, 1740.